# Loutra Edipsou
Loutra Edipsou (griechisch Λουτρά Αιδηψού (n. pl.)) ist ein Küstenort im Norden der griechischen Insel Euböa. Die Stadt war von 1997 bis 2010 Verwaltungssitz der Gemeinde Edipsos. Zusammen mit der Kleinstadt Edipsos und weiteren Dörfern und Siedlungen bildet sie seit 2011 den gleichnamigen Stadtbezirk Loutra Edipsou (Δημοτική Κοινότητα Λουτρών Αιδηψού) in der Gemeinde Istiea-Edipsos. Sie ist eines der ältesten und meistbesuchten Heilbäder Griechenlands.

## Geographie
Das Gebiet der Ortsgemeinschaft erstreckt sich im Norden Euböas auf 46,822 km². Es reicht etwa 18 km entlang dem Golf von Euböa von der Gemeindegrenze zu Mandoudi-Limni-Agia Anna im Osten bis in die Bucht von Gialtra (Ormos Gialtron Όρμος Γιάλτρων), wo die Ortsgemeinschaft Gialtra westlich angrenzt. Angrenzende Gemeindebezirke sind im Osten Istiea und Orei. Im Norden grenzt Agios an.
Entlang der Küste liegen Ilia, die Kleinstadt Loutra Edipsou am Eingang zur Bucht von Gialtra und weiter nördlich Paralia Agiou Nikolaou. Im bergigen Hinterland von Ilia liegen Ano Ilia, Polyfono und Moni Agiou Georgiou. Das Gebiet zwischen Loutra Edipsou und dem etwa 3 km nördlich gelegenen Edipsos ist bis zur Küste bei Paralia Agiou Nikolaou stark zersiedelt, unmittelbar nördlich liegt Maonis. Von Süden her verläuft in Küstennähe die Ethniki Odos 77, ab Loutra Edipsou führt sie landeinwärts nach Edipsos und von dort weiter nach Istiea.

## Tourismus
Von den 147 Heilbadeinrichtungen Griechenlands, davon 93 von touristischer Bedeutung, zählt Loutra Edipsou mit etwa 25.000 Besuchern in der Hochsaison zu den ältesten und meistbesuchten. Es gibt mehr als 80 Thermalquellen mit Temperaturen zwischen 28 und 86 °C in der Stadt. Seit den 1920er Jahren hat sich die Einwohnerzahl von 250 auf 2719 im Jahr 2001 erhöht. Durch die rege Bautätigkeit ist das Gebiet zwischen Loutra Edipsou und den nördlich gelegenen Edipsos und Paralia Agiou Nikolaou stark zersiedelt. Die meisten Gebäude in der Stadt sind relativ neu errichtete mehrgeschossige Hotels oder Appartementhäuser.